# Sjfela

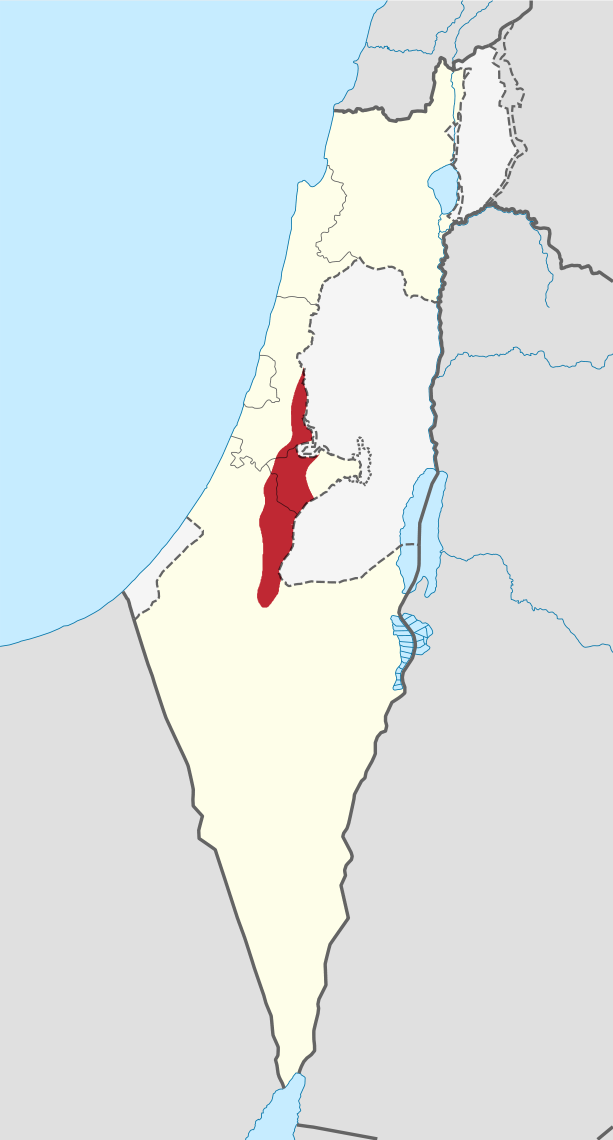
Ligging van de Sjfela in Israël

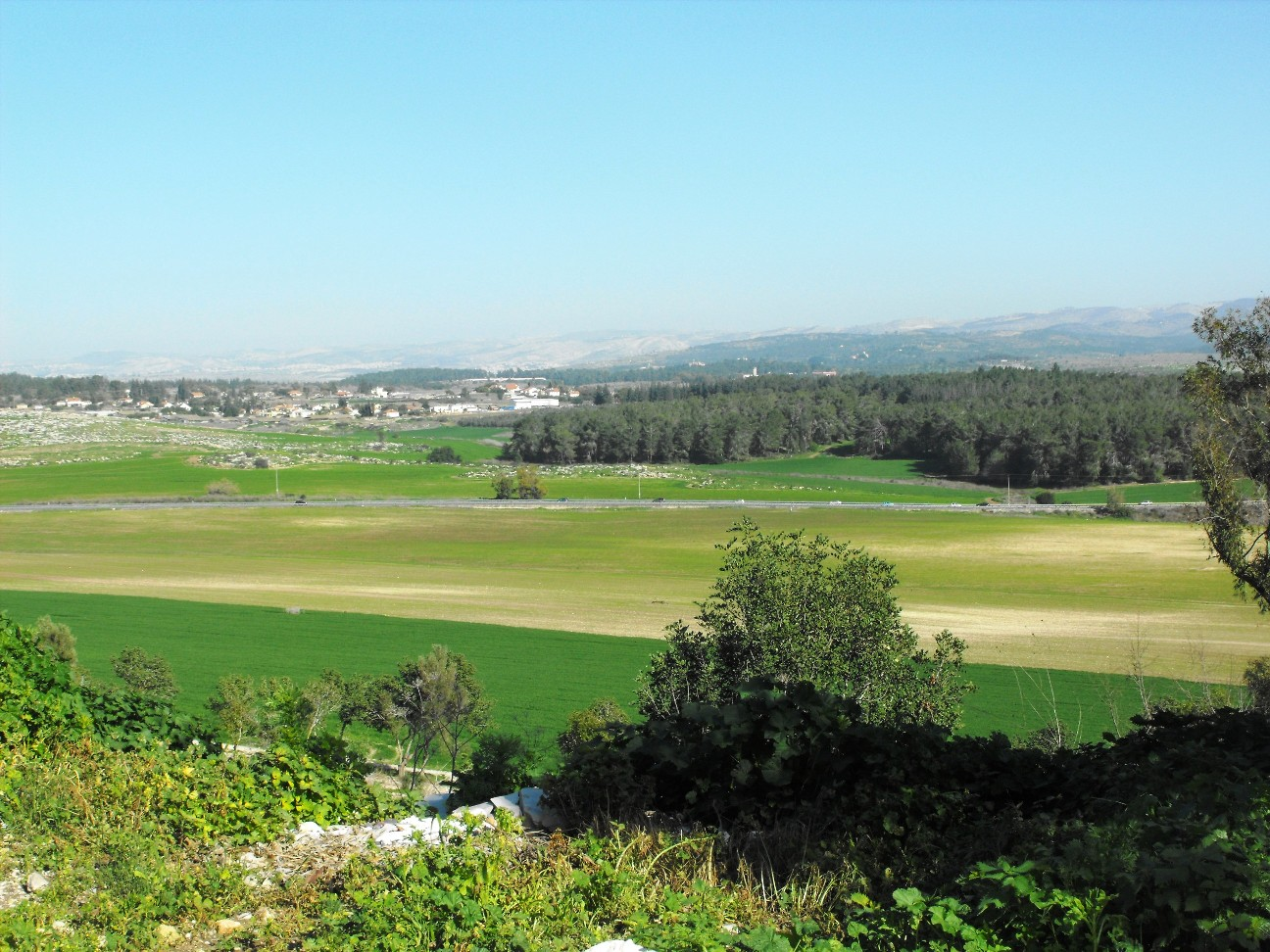
Zicht op de Sjfela

De Sjfela of Shfela (Hebreeuws: השפלה, letterlijk ´laagte´) is een heuvelachtig gebied in Israël, gelegen tussen het Judeagebergte en de Middellandse Zee-kustvlakte Sjaron. De Hebreeuwse benaming verwijst dus naar een laaggelegen gebied, gezien vanuit het hoger gelegen Jeruzalem.
De Sjfela is ongeveer 43 kilometer lang en 16 kilometer breed. De hoogste heuveltop is ongeveer 350 meter hoog. De harde kalkbodem maakt de regio onaantrekkelijk voor systematische teelt van gewassen. In de Bijbel wordt vermeld dat de Sjfela rijk begroeid was met wilde vijgenbomen (2 Kronieken 1:15).
Voorbeelden van (historische) steden in de Sjfela zijn Lachis, Gibeon en Bet Shemesh.